# 亞布倫卡河 (斯特雷河支流)
亞布倫卡河（烏克蘭語：Яблунька），是烏克蘭西部的河流，屬於斯特雷河的左支流。該河發源自上亞布倫卡附近，流經利維夫州的桑比爾區，河道全長23公里，流域面積141平方公里。